# Šišel
Šišel je masivní, 2525 m vysoká, v současnosti neaktivní štítová sopka, nacházející se na poloostrově Kamčatka v centrální části pohoří Středokamčatský hřbet, několik kilometrů východně od vulkánu Meždusopočnyj. Masiv vulkánu je budován převážně čedičovými horninami a jeho vrchol je trvale zaledněný. Jižní až jihozápadní svahy Šišelu jsou pokryty několika struskovými kužely a na severním svahu se nachází ztuhlý mohutný lávový proud. Doba poslední erupce není přesně datována, ale odhaduje se na konec pleistocénu až začátek holocénu.